# آدولف دشنواد
آدولف دشنواد (انگلیسی: Adolphe Déchenaud; ۱۹ ژوئن ۱۸۶۸ – ۲۷ دسامبر ۱۹۲۶) نقاش اهل فرانسه بود.
وی همچنین برندهٔ جوایزی همچون لژیون دونور (شوالیه) شده‌است.

## زندگی
دشنواد سال ۱۹۲۶ در سون-ا-لوآر زاده شد. او از دانش‌آموختگان آکادمی ژولیان و همچنین استادان آکادمی ژولیان بود.